# Cratere Fairouz
Fairouz è un cratere lunare di 2,87 km situato nella parte sud-occidentale della faccia nascosta della Luna.